# Canton de Chasseneuil-du-Poitou
Le canton de Chasseneuil-du-Poitou est une circonscription électorale française du département de la Vienne, en région Nouvelle-Aquitaine.

## Histoire
Un nouveau découpage territorial de la Vienne entre en vigueur à l'occasion des premières élections départementales suivant le décret du 26 février 2014. Les conseillers départementaux sont, à compter de ces élections, élus au scrutin majoritaire binominal mixte. Les électeurs de chaque canton élisent au Conseil départemental, nouvelle appellation du Conseil général, deux membres de sexe différent, qui se présentent en binôme de candidats. Les conseillers départementaux sont élus pour 6 ans au scrutin binominal majoritaire à deux tours, l'accès au second tour nécessitant 12,5 % des inscrits au 1er tour. En outre la totalité des conseillers départementaux est renouvelée. Ce nouveau mode de scrutin nécessite un redécoupage des cantons dont le nombre est divisé par deux avec arrondi à l'unité impaire supérieure si ce nombre n'est pas entier impair, assorti de conditions de seuils minimaux. Dans la Vienne, le nombre de cantons passe ainsi de 38 à 19.
Le canton de Chasseneuil-du-Poitou est formé de communes des anciens cantons de Saint-Julien-l'Ars (11 communes) et de Poitiers-7 (2 communes). Il est entièrement inclus dans l'arrondissement de Poitiers. Le bureau centralisateur est situé à Chasseneuil-du-Poitou.

## Représentation
| Période élective | Période élective | Mandat | Mandat   | Identité          | Nuance | Nuance | Qualité |
| ---------------- | ---------------- | ------ | -------- | ----------------- | ------ | ------ | --- |
| 2015             | 2021             | 2015   | 2021     | Claude Eidelstein |        | DVD    | Retraité Maire de Chasseneuil-du-Poitou Rapporteur Général du Budget, Président de la Commission des finances et de l’optimisation de la dépense publique |
| 2015             | 2021             | 2015   | 2021     | Pascale Guittet   |        | DVD    | Maire de Pouillé 7ème Vice-Présidente chargée de la jeunesse et des sports                                                                                |
| 2021             | 2028             | 2021   | en cours | Claude Eidelstein |        | DVD    | Conseiller sortant 4e Vice-Président du Conseil départemental - Finances, Rapporteur Général du Budget                                                    |
| 2021             | 2028             | 2021   | en cours | Pascale Guittet   |        | DVD    | Conseillère sortante, 7e Vice-Présidente du Conseil départemental - Jeunesse, Sport, Citoyenneté Membre du parti LMR                                      |

### Résultats détaillés

#### Élections de mars 2015
À l'issue du 1er tour des élections départementales de 2015, deux binômes sont en ballottage : Claude Eidelstein et Pascale Guittet (DVD, 37,74 %) et Xavier Moinier et Bernadette Vergnaud (PS, 32,86 %). Le taux de participation est de 54,81 % (8 842 votants sur 16 132 inscrits) contre 51,35 % au niveau départemental et 50,17 % au niveau national.
Au second tour, Claude Eidelstein et Pascale Guittet (DVD) sont élus avec 51,02 % des suffrages exprimés et un taux de participation de 54,35 % (4 107 voix pour 8 767 votants et 16 131 inscrits).

#### Élections de juin 2021
Le premier tour des élections départementales de 2021 est marqué par un très faible taux de participation (33,26 % au niveau national). Dans le canton de Chasseneuil-du-Poitou, ce taux de participation est de 35,02 % (5 968 votants sur 17 044 inscrits) contre 33,61 % au niveau départemental. À l'issue de ce premier tour, deux binômes sont en ballottage : Claude Eidelstein et Pascale Guittet (DVD, 58,55 %) et Vincent Chenu et Valérie Marmin (Union à gauche avec des écologistes, 41,45 %).
Le second tour des élections est marqué une nouvelle fois par une abstention massive équivalente au premier tour. Les taux de participation sont de 34,36 % au niveau national, 33,96 % dans le département et 34,6 % dans le canton de Chasseneuil-du-Poitou. Claude Eidelstein et Pascale Guittet (DVD) sont élus avec 58,16 % des suffrages exprimés (3 251 voix pour 5 897 votants et 17 045 inscrits),,.

## Composition
Le canton de Chasseneuil-du-Poitou comprend treize communes entières.
| Nom                                           | Code Insee | Intercommunalité  | Superficie (km2) | Population (dernière pop. légale) | Densité (hab./km2) | Modifier                                    |
| --------------------------------------------- | ---------- | ----------------- | ---------------- | --------------------------------- | ------------------ | ------------------------------------------- |
| Chasseneuil-du-Poitou (bureau centralisateur) | 86062      | CU Grand Poitiers | 17,61            | 4 776 (2022)                      | 271                | modifier les données · modifier les données |
| Bignoux                                       | 86028      | CU Grand Poitiers | 14,52            | 1 083 (2022)                      | 75                 | modifier les données · modifier les données |
| Bonnes                                        | 86031      | CU Grand Poitiers | 34,28            | 1 686 (2022)                      | 49                 | modifier les données · modifier les données |
| La Chapelle-Moulière                          | 86058      | CU Grand Poitiers | 17,11            | 730 (2022)                        | 43                 | modifier les données · modifier les données |
| Jardres                                       | 86114      | CU Grand Poitiers | 20,74            | 1 250 (2022)                      | 60                 | modifier les données · modifier les données |
| Lavoux                                        | 86124      | CU Grand Poitiers | 15,03            | 1 179 (2022)                      | 78                 | modifier les données · modifier les données |
| Liniers                                       | 86135      | CU Grand Poitiers | 16,19            | 586 (2022)                        | 36                 | modifier les données · modifier les données |
| Montamisé                                     | 86163      | CU Grand Poitiers | 31,71            | 3 710 (2022)                      | 117                | modifier les données · modifier les données |
| Pouillé                                       | 86198      | CU Grand Poitiers | 13,96            | 731 (2022)                        | 52                 | modifier les données · modifier les données |
| Saint-Julien-l'Ars                            | 86226      | CU Grand Poitiers | 18,46            | 2 871 (2022)                      | 156                | modifier les données · modifier les données |
| Savigny-Lévescault                            | 86256      | CU Grand Poitiers | 22,14            | 1 247 (2022)                      | 56                 | modifier les données · modifier les données |
| Sèvres-Anxaumont                              | 86261      | CU Grand Poitiers | 15,49            | 2 354 (2022)                      | 152                | modifier les données · modifier les données |
| Tercé                                         | 86268      | CU Grand Poitiers | 23,53            | 1 134 (2022)                      | 48                 | modifier les données · modifier les données |
| Canton de Chasseneuil-du-Poitou               | 8601       |                   | 260,77           | 23 337 (2022)                     | 89                 | modifier les données                        |

## Démographie
En 2022, le canton comptait 23 337 habitants, en évolution de +3,98 % par rapport à 2016 (Vienne : +0,6 %, France hors Mayotte : +2,11 %).
| 2013   | 2018   | 2022   |
| ------ | ------ | ------ |
| 21 899 | 22 788 | 23 337 |